# آندریا اسبراگا
آندریا اسبراگا (انگلیسی: Andrea Sbraga؛ زادهٔ ۱۴ ژانویهٔ ۱۹۹۲) بازیکن فوتبال اهل ایتالیا است.
از باشگاه‌هایی که در آن بازی کرده‌است می‌توان به باشگاه ورزشی لاتزیو، باشگاه فوتبال سالرنیتانا، باشگاه فوتبال روبور سیه‌نا، باشگاه فوتبال پادوا، باشگاه فوتبال پیزا، باشگاه فوتبال آولینو، باشگاه فوتبال نووارا، و باشگاه فوتبال اتلتیکو آرتزو اشاره کرد.